# لورينت روبرت

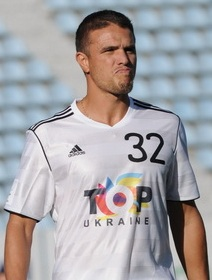
لورينت روبرت

لورين روبير المولود في 21 مايو من العام 1975 في Réunion في فرنسا, لاعب كرة قدم فرنسي يلعب في خط الجناح, حالياً معتزل كرة القدم .

## وصلات خارجية
- لورينت روبرت على موقع رابطة كرة القدم الفرنسية للمحترفين (الإنجليزية)
- لورينت روبرت على موقع الدوري الأمريكي (الإنجليزية)
- لورينت روبرت على موقع قاعدة بيانات كرة القدم.إي يو (الإنجليزية)
- لورينت روبرت على موقع ليكيب (الفرنسية)
- لورينت روبرت على موقع ناشيونال فوتبول تيمز (الإنجليزية)
- لورينت روبرت على موقع Soccerbase.com (لاعب) (الإنجليزية)
- لورينت روبرت على موقع Soccerway.com (الإنجليزية)
- لورينت روبرت على موقع عالم كرة القدم.نت (الإنجليزية)